# Atari Teenage Riot
Az Atari Teenage Riot digital hardcore/indusztriális együttes Németországból. 1992-ben alakultak meg. 2000-ben feloszlottak, de 2010 óta újból aktívak.
Magyarországon először 2010-ben koncerteztek, a Trafóban. Másodszor egy évvel később, 2011-ben járták meg hazánkat, az "Is This Hyperreal?" című albumuk miatt történő turnéjukkor. Harmadszor 2013-ban léptek fel itthon, a Fekete Zaj fesztivál keretein belül, a Dürer Kertben.

## Tagok
Alec Empire, Nic Endo, CX KIDTRONIK és Rowdy Superstar. Volt tagok: Hanin Elias és Carl Crack.

## Diszkográfia

### Stúdióalbumok
- Delete Yourself! (1995)
- The Future of War (1997)
- 60 Second Wipe Out (1999)
- Is This Hyperreal? (2011)
- Reset (2014)